# Дмитрієвка (Івановський район)
Дмитрієвка (рос. Дмитриевка) — село у Івановському районі Амурської області Російської Федерації. Розташоване на території українського історичного та етнічного краю Зелений Клин.
Входить до складу муніципального утворення Дмитрієвська сільрада. Населення становить 965 осіб (2018).

## Історія
У 1926-1930 роках належало до Івановського району Амурської округи Далекосхідного краю, що належав до районів часткової українізації, у якому мало бути забезпечено обслуговування українського населення його рідною мовою шляхом створення спеціяльних перекладових бюро при виконкомі та господарських організаціях. З 20 жовтня 1932 року ввійшло до складу новоутвореної Амурської області.
З 1 січня 2006 року входить до складу муніципального утворення Дмитрієвська сільрада.

## Населення
| 2002 | 2010  | 2012  | 2013  | 2014 | 2015  | 2016 |
| ---- | ----- | ----- | ----- | ---- | ----- | ---- |
| 864  | ↗1020 | ↘1002 | →1002 | ↘989 | ↗1006 | ↘997 |
| 2017 | 2018  |       |       |      |       |      |
| ↘942 | ↗965  |       |       |      |       |      |